# Поплави (Мазовецьке воєводство)
Поплави (пол. Popławy) — село в Польщі, у гміні Стара Корниця Лосицького повіту Мазовецького воєводства.
Населення — 94 особи (2011).
У 1975-1998 роках село належало до Білопідляського воєводства.

## Демографія
Демографічна структура станом на 31 березня 2011 року:
|          | Загалом | Допрацездатний вік | Працездатний вік | Постпрацездатний вік |
| -------- | ------- | ------------------ | ---------------- | -------------------- |
| Чоловіки | 49      | 7                  | 32               | 10                   |
| Жінки    | 45      | 7                  | 23               | 15                   |
| Разом    | 94      | 14                 | 55               | 25                   |